# Donát Zsótér
Donát Zsótér (Seghedino, 6 gennaio 1996) è un calciatore ungherese, centrocampista del Kecskemét.

## Caratteristiche tecniche
È un esterno destro, che sa adattarsi molto bene alla posizione di trequartista con i calci piazzati nella propria specialità. e più di rado viene impiegato ad esterno sinistro.

## Carriera

### Club
Cresciuto nello Szegedi Honvéd, nel 2009 passa al Fehérvár dove fa tutta la trafila nelle giovanili. Viene impiegato una stagione e mezzo nella squadra riserve e contemporaneamente si alterna in prima squadra dove ha modo di esordire il 5 settembre 2012 in occasione del match di Magyar labdarúgó-ligakupa pareggiato 1-1 contro il Kaposvár, dove trova nella stessa competizione anche il suo primo gol. Nel febbraio 2014 per fargli fare esperienza viene mandato in prestito fino al termine della stagione allo Szolnok squadra militante in NBII la seconda serie del calcio ungherese, ben figurando con 3 reti in 14 presenze. La stagione seguente viene mandato in prestito dapprima al neo promosso nella massima serie Dunaújváros-PASE e poi a febbraio al Puskás Akadémia alternandosi nella stagione e mezzo giocata a Felcsút sia con la prima che con la seconda squadra. Ritornato al Videoton, il 10 agosto 2016 viene acquistato a titolo definitivo dai belgi del Sint-Truiden girandolo in prestito dopo poche settimane all'Honvéd. Con la squadra allenata da Marco Rossi grazie alle ottime prestazioni fornite, spesso determinanti nella vittoria del match, riuscirà a conquistare il titolo di campione d'Ungheria assieme ai suoi compagni, riportando il titolo a Kispest dopo 24 anni dall'ultima volta. Lascia la squadra al termine della stagione con un bottino personale di 22 presenze e 3 reti, ritornando in Belgio. Nell'estate 2017 viene acquistato dall'Ujpest portando a casa già alla prima stagione la Coppa d'Ungheria. Con la squadra bianco viola gioca in totale tre stagioni tutte su buoni livelli, arrivando anche a venir convocato nella nazionale maggiore. Il 9 luglio 2020 viene acquistato a titolo definitivo dall'Honvéd firmando un contratto biennale, ritornando così a Kispest dopo tre anni di distanza. Dopo tre stagioni con alti e bassi dopo la retrocessione avvenuta al termine della stagione 2022-23 alla naturale scadenza del contratto non viene rinnovato, accordandosi con il Kecskemét, firmando un contratto biennale, rimanendo nella massima serie.

### Nazionale
Esordisce con la nazionale ungherese nel 2011 giocando un match contro i pari età dell'Austria nella selezione Under-16, successivamente gioca due anni con l'Under-17 ben figurando e progredendo con la nazionale successiva. Nel 2014 il ct István Pisont lo convoca sia con l'Under-18, che con l'Under-19 portandolo a disputare l'Europeo Under-19. L'anno dopo è la volta della chiamato con l'Under-20, riesce anche ad essere inserito nella lista della rosa valida per partecipare al Mondiale Under-20 dove viene schierato in tutte le partite. Fa seguito la chiamata con l'Under-21 dove resterà un punto fermo del centrocampo per più di tre anni. Le ottime prestazioni e i risultati forniti con le maglie di Honved e Újpest inducono nel 2018 il ct della nazionale maggiore Marco Rossi, suo tecnico nella vittoria dello scudetto 2016-17 a convocarlo per alcuni match amichevoli, rimanendo tuttavia in panchina.

## Statistiche

### Presenze e reti nei club
Statistiche aggiornate al 7 maggio 2017.
| Stagione               | Squadra                | Campionato             | Campionato | Campionato | Coppe nazionali | Coppe nazionali | Coppe nazionali | Coppe continentali | Coppe continentali | Coppe continentali | Altre coppe | Altre coppe | Altre coppe | Totale | Totale |
| Stagione               | Squadra                | Comp                   | Pres       | Reti       | Comp            | Pres            | Reti            | Comp               | Pres               | Reti               | Comp        | Pres        | Reti        | Pres   | Reti   |
| ---------------------- | ---------------------- | ---------------------- | ---------- | ---------- | --------------- | --------------- | --------------- | ------------------ | ------------------ | ------------------ | ----------- | ----------- | ----------- | ------ | ------ |
| 2012-2013              | Videoton II            | NBIII                  | 5          | 2          | -               | -               | -               | -                  | -                  | -                  | -           | -           | -           | 5      | 2      |
| 2013-feb. 2014         | Videoton II            | NBIII                  | 9          | 1          | -               | -               | -               | -                  | -                  | -                  | -           | -           | -           | 9      | 1      |
| Totale Videoton        | Totale Videoton        | Totale Videoton        | 14         | 3          |                 | -               | -               |                    | -                  | -                  |             | -           | -           | 11     | 1      |
| 2012-2013              | Videoton               | NBI                    | 0          | 0          | MK+MLK          | 1+6             | 0+1             | UEL                | 0                  | 0                  | MS          | 0           | 0           | 7      | 1      |
| 2013-feb. 2014         | Videoton               | NBI                    | 0          | 0          | MK+MLK          | 0+4             | 0+0             | UEL                | 0                  | 0                  | -           | -           | -           | 4      | 0      |
| Totale Videoton        | Totale Videoton        | Totale Videoton        | 0          | 0          |                 | 11              | 1               |                    | 0                  | 0                  |             | 0           | 0           | 11     | 1      |
| feb.-giu. 2014         | Szolnok                | NBII                   | 13         | 3          | MK+MLK          | -+1             | -+0             | -                  | -                  | -                  | -           | -           | -           | 14     | 3      |
| 2014-feb. 2015         | Dunaújváros PASE       | NBI                    | 14         | 0          | MK+MLK          | 1+4             | 0+0             | -                  | -                  | -                  | -           | -           | -           | 19     | 0      |
| feb.-giu. 2015         | Puskás Akadémia        | NBI                    | 10         | 0          | MK+MKL          | -               | -               |                    | -                  | -                  | -           | -           | -           | 10     | 0      |
| 2015-2016              | Puskás Akadémia        | NBI                    | 17         | 2          | MK              | 0               | 0               |                    | -                  | -                  | -           | -           | -           | 17     | 2      |
| Totale Puskás Akadémia | Totale Puskás Akadémia | Totale Puskás Akadémia | 27         | 2          |                 | 0               | 0               |                    | -                  | -                  |             | -           | -           | 27     | 2      |
| 2015-2016              | Puskás Akadémia II     | NBIII                  | 8          | 1          | -               | -               | -               | -                  | -                  | -                  | -           | -           | -           | 8      | 1      |
| 2016-2017              | Honvéd                 | NBI                    | 22         | 3          | MK              | 3               | 0               |                    | -                  | -                  | -           | -           | -           | 25     | 3      |
| 2017-2018              | Újpest                 | NBI                    | 27         | 2          | MK              | 4               | 1               | -                  | -                  | -                  | -           | -           | -           | 31     | 3      |
| 2018-2019              | Újpest                 | NBI                    | 32         | 4          | MK              | 3               | 1               | UEL                | 4                  | 2                  | -           | -           | -           | 39     | 7      |
| 2019-2020              | Újpest                 | NBI                    | 19         | 3          | MK              | 4               | 0               | -                  | -                  | -                  | -           | -           | -           | 23     | 3      |
| Totale Ujpest          | Totale Ujpest          | Totale Ujpest          | 78         | 9          |                 | 11              | 2               |                    | 4                  | 2                  |             | -           | -           | 93     | 13     |
| 2020-2021              | Honvéd                 | NBI                    | 27         | 2          | MK              | 3               | 0               | UEL                | 2                  | 0                  | -           | -           | -           | 32     | 2      |
| 2021-2022              | Honvéd                 | NBI                    | 32         | 5          | MK              | 2               | 0               | -                  | -                  | -                  | -           | -           | -           | 34     | 5      |
| 2022-2023              | Honvéd                 | NB1                    | 21         | 1          | CU              | 1               | 0               |                    | -                  | -                  |             | -           | -           | 22     | 1      |
| Totale Honvéd          | Totale Honvéd          | Totale Honvéd          | 102        | 11         |                 | 9               | 0               |                    | 2                  | 0                  |             | -           | -           | 113    | 11     |
| 2023-2024              | Kecskemét              | NBI                    | 29         | 0          | MK              | 4               | 1               |                    | -                  | -                  |             | -           | -           | 33     | 1      |
| 2024-2025              | Kecskemét              | NBI                    | 26         | 3          | MK              | 0               | 0               |                    | -                  | -                  |             | -           | -           | 26     | 3      |
| Totale Kecskemét       | Totale Kecskemét       | Totale Kecskemét       | 55         | 3          |                 | 4               | 1               |                    | -                  | -                  |             | -           | -           | 59     | 4      |
| Totale carriera        | Totale carriera        | Totale carriera        | 311        | 31         |                 | 41              | 3               |                    | 6                  | 2                  |             | 0           | 0           | 358    | 36     |

## Palmares

### Club

#### Competizioni nazionali
- Supercoppa di Ungheria: 1

Videoton: 2012
- Campionato ungherese: 1

Honvéd: 2016-2017
- Coppa d'Ungheria: 1

Újpest: 2017-2018

### Individuale
- Miglior giovane della NBI: 1

2016-2017